# E.S.P
Az E.S.P című lemez a Bee Gees együttes diszkográfiájának harmincegyedik nagylemeze.

## Az album dalai
1. E.S.P (Barry, Robin és Maurice Gibb) – 5:35
2. You Win Again (Barry, Robin és Maurice Gibb) – 4:01
3. Live or Die (Hold Me Like a Child) (Barry, Robin és Maurice Gibb) – 4:42
4. Giving up the Ghost (Barry, Robin és Maurice Gibb) – 4:26
5. The Longest Night (Barry, Robin és Maurice Gibb) – 5:47
6. This is Your Life (Barry, Robin és Maurice Gibb) – 4:53
7. Angela (Barry, Robin és Maurice Gibb) – 4:56
8. Overnight – 4:21
9. Crazy for Your Love (Barry, Robin és Maurice Gibb) – 4:43
10. Backtafunk (Barry, Robin és Maurice Gibb) – 4:23
11. E.S.P  (ismétlés) (Barry, Robin és Maurice Gibb) – 0:30

## A számok rögzítési ideje
1987. január-március Middle Ear Miami Beach és Criteria Recording Stúdió, Miami.
A lemez anyagával együtt rögízették a Young Love (Barry, Robin és Maurice Gibb) számot, amely a E.S.P Demos, a The Bee Gees Greatest Demos és a Bee Gees and Andy Gibb Demos lemezeken jelent meg.

## Közreműködők
- Barry Gibb – ének, gitár
- Robin Gibb – ének
- Maurice Gibb – ének, billentyűs hangszerek, gitár,
- Tony Beard – dob
- Sammy Figueroa – ütőhangszerek
- Robbie Kondor – billentyűs hangszerek, gitár
- Greg Phillinganes – billentyűs hangszerek
- Arif Mardin: billentyűs hangszerek
- Rhett Lawrence – billentyűs hangszerek, szintetizátor
- Peter Vettesse – billentyűs hangszerek
- Marcus Miller – basszusgitár
- Will Lee – basszusgitár
- Nathan East – basszusgitár
- Nick Moroch – gitár
- Reb Beach – gitár
- Reggie Griffin – gitár
- Tim Cansfield – gitár
- Bob Gay – szaxofon
- Arif Mardin, Robbie Kondor, és Reg Griffin zenekara
- Joe Mardin – programozás

## A nagylemez megjelenése országonként
- Argentína WEA 80686 1987
- Ausztrália WB 7599 25541-1 1987
- Belgium  WB 7599 25541-1 1987
- Brazília WB 56003 1987
- Franciaország WB 7599 25541-1 1987
- Németország WB 7599 25541-1 1987
- Olaszország WB 7599 25541-1 1987
- Japán Warner P-13568 1987, CD: Warner 32XD720 1990
- Koreai Köztársaság Oasis Records OLW-501 1987
- Hollandia  WB 7599 25541-1 1987
- Egyesült Királyság WB WX 83 1987
- Egyesült Államok Warner Bros. 2-25541 1987

## Az album dalaiból megjelent kislemezek, EP-k
- Angela / You Win Again  Németország WB 927 957-7 1988, Svájc WB 927 957-7 1988
- Angela / You Win Again / Live Or Die  Németország WB 920 879-2 1988
- Crazy For Your Love / You Win Again Egyesült Királyság WB W7966 1988, Németország WB 927 966-7 1988
- Crazy For Your Love / You Win Again (remix) / Giving Up The Ghost  Egyesült Királyság Warner Bros W79696T promo 1988
- E.S.P. / Overnight Egyesült Királyság WB W8139 1987, WB W8139W (poster) 1987, WB W8139V (christmas card) 1987, Japán WEA P-2335 1987, Németország WB 928 139-7  1987, Portugália WB 1595327 1987
- ESP (ext)  / Overnight / ESP  Németország WB 920 820-0 1987
- ESP (5 track-os változat) Németország WB 920 829 0 1987
- ESP  Egyesült Államok WB PRO CD 2902 promo 1987
- You Win Again / Backtafunk  Dél-afrikai Köztársaság WB S527 1987, Egyesült Királyság WB W8351 1987, Japán WEA P-2255 1987, Németország WB 928 351-7 1987, Svájc WB 928 351-7 1987
- You Win Again / Backtafunk / You Win Again Ausztrália WB 020760  1987, Egyesült Királyság WB 8351T  1987, WB 8351TP (picture disc) 1987, Németország WB 920 790 0  1987
- You Win Again / ESP Japán Warner P10W30002 1988
- You Win Again / Will You Ever Let Me Egyesült Államok WB 22733 1989
- You Win Again Mexikó WB PRO 207 promo 1987

## Eladott példányok
Az E.S.P című lemezből a világ országaiban 3 millió példány (ebből Németországban 750 ezer, az Egyesült Királyságban 300 ezer) került értékesítésre.

## Number One helyezés a világban
- E.S.P: Dánia, Németország, Svájc
- You win again: Ausztria, Dánia, Egyesült Királyság, Hongkong, Írország, Luxemburg, Németország, Norvégia, Svájc, Venezuela